# 패부
패부(霸府)란 중국사에서 위진남북조 시대와 오대십국 시대에 강대한 권신 또는 제후와 그 족벌이 황실과 조정의 권위와 권력을 압도하게 된 현상을 말한다. 많은 경우 패부의 지도자는 황제를 폐위하고 제위를 찬탈, 새 왕조를 열었다. 패부라는 말은 『진서』 「공유정담등전론(孔愉丁潭等傳論)」, 『양서』 「장순전(臧盾傳)」이 출전이다. 
위진남북조 시대에는 황권이 실추되고 권신이 집정하면 “패부”적 정치형태가 나타났다. 후한말 건안 연간의 동탁, 조조는 한나라 조정과 분리된 자기만의 관료집단을 세웠고, 한나라 조정을 허울뿐으로 만든 뒤 자신이 실권을 독점하였다. 이것을 가리켜 원굉은 “패조(霸朝)”, 호삼성은 “패부”라고 일컬었다. 오늘날 역사학자들은 이로부터 소급하여 강력한 권신의 소관 하의 일개 부서가 황제와 조정을 억누르며 실질적인 국가권력의 중심으로 작용한 이중권력체제 전반을 “패부”라고 정의한다. 그 권신이 공식적으로 가진 작위나 관직이 무엇인지에 따라 패부의 구체적인 이름은 왕부(王府), 공부(公府), 후부(侯府), 태사부(太师府), 승상부(丞相府), 대장군부(大将军府), 대사마부(大司马府), 태위부(太尉府), 표기장군부(骠骑将军府) 등으로 달라질 수 있다.
또한 막부가 비대해진 끝에 소조정(小朝廷)화된 것도 패부라고 한다. 권신들은 보통 권력기반 유지를 위해 군권도 장악했기 때문에 권신의 막부가 패부가 되는 경우가 흔했다.